# Hydrograd
Hydrograd je v pořadí šesté studiové album americké hardrockové skupiny Stone Sour. Bylo nahráno v prvním čtvrtletí roku 2017 v Sphere Studios v Los Angeles a vydáno 30. června 2017 vydavatelstvím Roadrunner Records.

## Pozadí a vývoj
Corey Taylor v rozhovoru s detroitským rádiem WRIF uvedl, že název Hydrograd vznikl na základě špatně přečtené destinace na odletové tabuli na letišti ve východní Evropě.
Johny Chow pro stejné rádio uvedl, že nové album je drobný odklon od jejich předchozích nahrávek a že Hydrograd je jasné rock and rollové album.

## Kritika a žebříčky

### Kritika
Album obdrželo na základě 5 recenzí na Metacritic hodnocení 73 ze 100, což značí spíše kladné ohlasy.

### Žebříčky
Skladba Song #3 se umístila na prvním místě žebříčku Mainstream Rock Songs časopisu Billboard. Je to v pořadí čtvrtý song od počátku kapely, který obsadil tuto příčku. Album se umístilo na osmém místě v žebříčku Billboard 200 s necelými 33 000 prodaných jednotek (zahrnuje kromě tradičního i digitální prodej a streaming na vyžádání), z toho 30 000 kopií bylo prodáno v tradičním prodeji.
| Žebříček                                  | Pozice (nejvyšší) |
| ----------------------------------------- | ----------------- |
| Americký Billboard 200                    | 8.                |
| Americký Top Current Albums (Billboard)   | 1.                |
| Americký Top Hard Rock Albums (Billboard) | 1.                |
| Americký Top Rock Albums (Billboard)      | 1.                |
| Australská alba (ARIA)                    | 2.                |
| Belgická alba (Ultratop Flandry)          | 22.               |
| Belgická alba (Ultratop Valonsko)         | 27.               |
| Britská alba (OCC)                        | 5.                |
| Česká alba (ČNS IFPI)                     | 16.               |
| Kanadská alba (Billboard)                 | 7.                |
| Německá alba (GfK Entertainment Charts)   | 4.                |
| Nizozemská alba (MegaCharts)              | 40.               |
| Rakouská alba (Ö3 Austria)                | 5.                |

## Seznam skladeb
Autorem textů je Corey Taylor, hudbu složili a zahráli členové Stone Sour.
| Pořadí         | Název                                               | Délka |
| -------------- | --------------------------------------------------- | ----- |
| 1.             | YSIF                                                | 2:02  |
| 2.             | Taipei Person/Allah Tea                             | 5:16  |
| 3.             | Knievel Has Landed                                  | 4:01  |
| 4.             | Hydrograd                                           | 4:37  |
| 5.             | Song #3                                             | 4:16  |
| 6.             | Fabuless                                            | 4:00  |
| 7.             | The Witness Trees                                   | 4:45  |
| 8.             | Rose Red Violent Blue (This Song Is Dumb & So Am I) | 4:56  |
| 9.             | Thank God It's Over                                 | 3:36  |
| 10.            | St. Marie                                           | 4:27  |
| 11.            | Mercy                                               | 3:23  |
| 12.            | Whiplash Pants                                      | 4:19  |
| 13.            | Friday Knights                                      | 5:17  |
| 14.            | Somebody Stole My Eyes                              | 3:47  |
| 15.            | When the Fever Broke                                | 6:32  |
| Celková délka: | Celková délka:                                      | 65:14 |

| Japonská verze (bonusové skladby) | Japonská verze (bonusové skladby)                | Japonská verze (bonusové skladby) |
| Pořadí                            | Název                                            | Délka                             |
| --------------------------------- | ------------------------------------------------ | --------------------------------- |
| 16.                               | Burn One Turn One                                | 3:19                              |
| 17.                               | Unchained (coververze skladby skupiny Van Halen) | 3:25                              |

## Osazenstvo
Stone Sour
- Corey Taylor – vokály, rytmická kytara
- Josh Rand – rytmická kytara
- Roy Mayorga – bicí a perkuse
- Christian Martucci – sólová kytara, vokály v pozadí
- Johny Chow – basa, vokály v pozadí